# 10551 Goteborg
A 10551 Goteborg (ideiglenes jelöléssel 1992 YL2) a Naprendszer kisbolygóövében található aszteroida. Eric Walter Elst fedezte fel 1992. december 18-án.